# Ventridens suppressus
Ventridens suppressus är en snäckart som först beskrevs av Thomas Say 1829.  Ventridens suppressus ingår i släktet Ventridens och familjen Zonitidae. Inga underarter finns listade i Catalogue of Life.